# Aurora do Tocantins
Aurora do Tocantins este un oraș în Tocantins (TO), Brazilia. 